# Anaspis olympiae
Anaspis olympiae es una especie de coleóptero de la familia Scraptiidae.

## Distribución geográfica
Habita en Washington (Estados Unidos).